# هاجر وايلد
هاجر وايلد (بالإنجليزية: Hagar Wilde)‏ هي كاتبة سيناريو أمريكية، ولدت في 7 يوليو 1905، وتوفيت في 25 سبتمبر 1971.

## وصلات خارجية
- هاجر وايلد على موقع IMDb (الإنجليزية)
- هاجر وايلد على موقع ألو سيني (الفرنسية)
- هاجر وايلد على موقع أول موفي (الإنجليزية)
- هاجر وايلد على موقع قاعدة بيانات برودواي على الإنترنت (الإنجليزية)
- هاجر وايلد على موقع قاعدة بيانات الأفلام السويدية (السويدية)
- هاجر وايلد على موقع قاعدة بيانات الفيلم (الإنجليزية)
- هاجر وايلد على موقع كينوبويسك (الروسية)